# Magik Markers

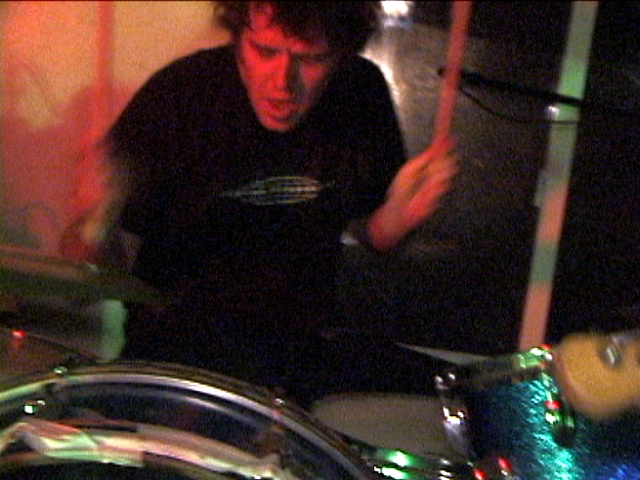
Pete Nolan en 2007

Magik Markers es una banda de noise rock de Hartford, Connecticut, Estados Unidos, fundada en 2001.

## Historia
Elisa Ambrogio, Pete Nolan y Leah Quimby formaron la banda en su sótano en 2001. Tras telonear a Sonic Youth en su gira americana de 2004 alcanzaron un reconocimiento más amplio. Su álbum de debut, I Trust My Guitar, Etc... (lanzado solo en vinilo), fue publicado en 2005 en el sello Ecstatic Peace de Thurston Moore. 
En 2006 lanzaron A Panegyric To The Things I Do Do Not Understand con el sello Gulcher Records, considerado como el primer CD verdadero de los Markers. En el mismo año la banda grabó una sesión para la serie Latitudes de Southern Records, lanzada como The Voldoror Dance. Tras esto Leah Quimby abandonó el grupo en mayo de 2006 para seguir una carrera como ventrílocua. Tras probar con varios músicos, la banda quedó establecida como un dúo compuesto por los miembros originales Pete y Elisa.
En septiembre de 2007 la banda lanzó Boss,  producido por Lee Ranaldo. Este disco fue la grabación más estructurada que los Markers habían lanzado hasta la fecha. Siguiendo la estela del disco de Textil, For Sada Jane and the Road Pussy CD-R, la banda se propuso capturar con mayor precisión el sonido de los ensayos e improvisaciones de Magik Markers en oposición al caos que desataban durante sus conciertos en directo. 
Magik Markers han recorrido EE. UU. y Europa varias veces. Como parte de la serie de suscripciones Threelobed lanzaron Gucci Rapidshare Download en 2008. 
A través de su sello Arbitrary Signs Peter Nolan ha registrado y editado concienzudamente en formato CDR y cinta de casete tanto grabaciones de estudio como grabaciones y actuaciones en directo, completadas a nivel visual con ilustraciones originales hechas a mano destinadas a un público reducido. 
La facilidad contemporánea para compartir y descargar música en internet tuvo como consecuencia que todo su catálogo de LP más allá de los CDRs autoeditados estuviera disponible fácilmente. Gucci Rapidshare Download se creó descargando CDRs de Magik Markers de los sitios web donde habían sido publicados y remezclando y recontextualizando el contenido de estos con material recién grabado y de archivo. 
Junto a Ben Chasny, colaborador habitual del grupo, en este disco aparecen acreditados otros músicos como Joshua Burkett y John Shaw. La producción corrió a cargo de Elisa Ambrogio y del propio Ben Chasny.
En 2008 Magik Markers tocaron por primera vez en Escocia, Austria, Irlanda, Letonia y Gales. Ese mismo año fueron invitados por Jefferson Hack a tocar en directo en el Studio A en Abbey Road en Londres, como parte del proyecto ShowStudio de Nick Kent. 
Magik Markers viajó a Nitra, Estonia para aparecer en la película de Veiko Ounpuu (director de Sugisball).
Peter Nolan volvió a tocar la batería en Jandek junto a Matt Heyner en Londres, uniéndose Elisa Ambrogio a Six Organs of Admittance en una gira estadounidense y dos europeas. 
Spectre Folk, el grupo de Peter Nolan haría su primera gira por el Reino Unido con Julie Tomlinson, John Truscinski y Rupert Murdock. Mientras no estaba de gira Elisa Ambrogio grabó un LP y actuó con San Francisco Dirty Stealer (con miembros de Comets on Fire) y contribuyó con textos cortos a varios proyectos.
En el invierno de 2008 los Magik Markers grabaron un nuevo disco titulado Balf Quarry con el productor ganador del Grammy Scott Colburn de Seattle. Balf Quarry fue lanzado en mayo de 2009 en Drag City.
En 2013 publicaron el disco Surrender Fantasy también en Drag City.

## Discografía
2002
- Beep Beep (CD-R, Arbitrary Signs)
- Mystery City (CD-R, Arbitrary Signs)

2003
- Book as Symbol of 8 Precious Things - Hand of the Creator (CD-R, Arbitrary Signs)

2004
- In the East (CD-R, Imvated)
- Blues for Randy Sutherland (CD-R, Arbitrary Signs)
- Live '03 (CD-R, Arbitrary Signs)
- Live in Ashville (CD-R, Slippy Town)
- Live Summer 2004 (CD-R, Arbitrary Signs)

2005
- Tale of the Whale (CD-R)
- I Trust My Guitar, Etc. (LP, Ecstatic Peace)
- Feel the Crayon (CD-R, Apostasy/Arbitrary Signs / LP, Not Not Fun)
- NxCxHxCx Vol. 1 (LP, sin sello)

2006
- Inverted Belgium (LP, Hospital Productions)
- For Sada Jane (CD, Textile Records)
- Don and Phil (CD-R, Arbitrary Signs)
- If it's Not a Ford it Sux (CD-R, Arbitrary Signs)
- Road Pussy (CD-R, Arbitrary Signs)
- A Panegyric to the Things I Do Not Understand (CD, Gulcher Records)
- Voldoror Dance (CD, Latitudes)
- Black & Blue (CD-R, Arbitrary Signs)

2007
- Last of the Retsin - You Can't Fuck a Clock / Here Lies the Last of the Redstone (CD-R, Arbitrary Signs)
- Castel Franco Veneto Zagreb Super Report (CD-R, Arbitrary Signs)
- Magik Markers (LP, Spring Press)
- M/M/D/C/ (CD-R, Arbitrary Signs)
- Boss (CD, Ecstatic Peace / LP, Arbitrary Signs)
- Redux aka the Real McCoy (CD-R, Arbitrary Signs)

2008
- Bored Fortress, split with Vampire Belt (7", Not Not Fun Records)
- Danau Blues (CD-R, Arbitrary Signs)
- For Mary Meyer, the Blind Bear of the Dustbowl (CD-R, Arbitrary Signs)
- Pwtre Ser (CD-R, Arbitrary Signs)
- Gucci Rapidshare Download Three Lobed Recordings - 8 de septiembre de 2008

2009
- Baltimore Trust (CD-R, Arbitrary Signs)
- Balf Quarry (LP/CD, Drag City - 5 de mayo de 2009)
- Shame Mask (CD-R, Arbitrary Signs)
- Я (CD-R, Arbitrary Signs)
- Tour 12 (vinilo; MP3,  Yik Yak  - 30 de noviembre de 2009) con Sic Alps

2010
- Volodor Dance (CD, Phantom Records ) - 2 de febrero de 2010

2013
- Surrender to the Fantasy (CD, Drag City)
- Ice Skater (7"/MP3/FLAC, Drag City)